# The Corrs
The Corrs és una banda irlandesa (originaris de Dundalk) formada per quatre germans que practiquen una combinació entre la música tradicional irlandesa i la música pop contemporània. Durant la seva carrera han gravat èxits com Runaway, Only when I sleep, I never loved you anyway, Radio, Breathless o Summer Sunshine, amb els quals han venut més de 35 milions de discos.

## Membres del grup
Els quatre membres del grup van nàixer a Dundalk, al comtat de Louth, a la frontera amb Irlanda del Nord. Són fills d'una parella de músics: Gerry i Jean Corr que els van inculcar la passió per la música i els van encoratjar a aprendre a tocar diferents instruments.
Són respectivament:
- Jim Corr (James Steven Ignatius Corr, nascut el 31 de juliol de 1964, el germà major i més antic membre del grup. Toca la guitarra, els teclats i el piano.
- Sharon Corr (Sharon Elga Corr, nascuda el 24 de març de 1970. Toca el violí i és també vocalista.
- Caroline Corr (Caroline Georgina Corr, nascuda el 17 de març de 1973). Toca el violí, el bodhran, el tamborí, les percussions i el piano a més de ser vocalista.
- Andrea Corr (Andrea Jane Corr, nascuda el 17 de maig de 1974). És la cantant del grup, també toca la flauta irlandesa anomenada tin whistle.

## Història del grup
Primer Sharon i Jim van començar a tocar en un pub, i posteriorment, els quatre germans van formar un grup. El seu primer pas cap a l'èxit va ser quan van acudir a un càsting per a la pel·lícula d'Alan Parker The Commitments en la qual gairebé tots van tenir un paper discret de músics excepte Andrea que interpretava la germana del protagonista: Sharon Rabbitte. Allí els va escoltar John Hughes, qui va decidir ser el seu mànager. A través d'ell conegueren al seu primer productor, David Foster.

## Primers èxits
Esdevingueren famosos a Irlanda després de la seva participació a The Late Late Show, un programa televisiu, el 1993, gràcies a la cançó "Runaway" (el seu primer single). Aquest èxit no va anar més enllà de les fronteres d'Irlanda fins al 1994, quan l'ambaixadora dels Estats Units a Irlanda, Jean Kennedy Smith, va convidar el grup a cantar a la Copa Mundial de la FIFA a Boston.
El grup va llançar el 1995 el seu primer àlbum titulat Forgiven not forgotten (arran d'un contracte amb Atlantic Records) del que han venut cinc milions de còpies aproximadament. El va seguir el seu disc més aclamat, Talk on Corners el 1997 i la seva edició especial el 1998. Després va venir l'àlbum del concert acústic per a MTV, Unplugged, i l'àlbum d'estudi In Blue l'any 2000, amb el qual van conquerir el mercat nord-americà gràcies al single Breathless i que va ser reeditat el mateix any.

## Evolució del grup
L'any següent es va llançar el recopilatori Best Of que compta amb una col·laboració amb Alejandro Sanz cantada en espanyol. El 2002 realitzen un concert per a la televisió VH1 en el qual col·laboren Bono (U2) i Ron Wood que inclou temis nous i que seria editat en CD sota el nom de VH1 Presents: The Corrs, Live In Dublin. Després de quatre anys sense editar un àlbum d'estudi, el 2004 llancen Borrowed Heaven i el 2005 publiquen el seu últim àlbum, Home, que recull temes tradicionals irlandesos i cançons inspirades en aquesta música, intentant així reprendre els orígens del grup. Segons la web oficial del grup, pròximament es publicarà Dreams: The Ultimate Corrs Collection.
El 2005 van ser condecorats amb l'Orde de l'Imperi Britànic per les seves contribucions en obres de caritat i indústria musical. El juliol del mateix any, The Corrs van participar en el concert Live 8 a Edimburg on van interpretar una cançó amb Bono.
Des de 2006, el grup es troba en pausa i cada membre ha realitzat projectes musicals en solitari. Després de gairebé 10 anys, el juny de 2015 es va anunciar que estaven preparant un nou disc del grup i que participarien en el Hyde Park Festival de BBC Radio 2.

## Discografia

### Estudi
- Forgiven, not forgotten (1995)
- Talk On Corners (1997)
- Talk On Corners Special Edition (1998)
- In Blue (2000)
- In Blue Special Edition (2000)
- Borrowed Heaven (2004)
- Home (2005)
- 2015: White Light
- 2017: Jupiter Calling

### Directes i Acústics
- Live (1996)
- MTV Unplugged (1999)
- VH1 Presents: The Corrs, Live In Dublin (2002)

### Recopilatoris
- Best Of (2001)
- Dreams: The Ultimate Corrs Collection (2006)
- The Works (2007)

### Singles

#### Forgiven Not Forgotten
- Runaway
- Forgiven Not Forgotten
- Love To Love You
- The Right Time

#### Talk On Corners
- Only When I Sleep
- I Never Loved You Anyway
- What Can I Do?
- Closer

#### Dreams
- When he's not around
- So Young
- Runaway

#### MTV Unplugged
- Radio
- Old Town
- At your Side

#### In Blue
- Breathless
- Irresistible
- Give M'A Reason

#### Best Of
- Would You Be Happier?
- Una noche (amb Alejandro Sanz)

#### Borrowed Heaven
- Summer Sunshine
- Angel
- Long Night

#### Home
- Old Town & Heart Like a Wheel

### DVD i Vídeo
- Live At Royal Albert Hall (1998)
- Live At Lansdowne Road (1999)
- MTV Unplugged (2000)
- Live In London (2001)
- Best Of the Corrs: the Videos (2002)
- All The Way Home plus Live In Geneva (2005)

## Premis
- 1992 Best Newcomers (CARA Awards)
- 1996 *Best New Irish Act (IRMA Awards)
- 1997 Millor àlbum internacional (Premis Amic)
- 1997 Millor banda irlandesa (INEA Awards)
- 1998 Premis platí per Forgiven not Forgotten i Talk On Corners (IFPI Awards)
- 1998 Millor àlbum per Talk On Corners (Q Awards)
- 1998 Millor àlbum internacional (Premis Amic)
- 1998 Millor banda internacional (Premis Amic)
- 1998 Best New Artist Clip per Dreams (Billboard Music Video Awrads)
- 1999 Popular Music (INEA Awards)
- 1999 Millor grup internacional (Brit Awards)
- 1999 Millor cançó actual per What Can I do? (Ivor Novello Awards)
- 1999 The World's Best Selling Irish Band (World Music Awards)
- 1999 Millor banda irlandesa (Heineken Hot Press Rock Awards)
- 1999 Millor actuació en directe per Lansdowneroad (Heineken Hot Press Rock Awards)
- 1999 Millor artista femenina Andrea Corr (Heineken Hot Press Rock Awards)
- 2000 London's Favourite International Group (Cabdal FM's London Awards)
- 2000 Millor grup pop (Singapore Radio Music Awards)
- 2000 Best Kept Secret (VH1 Music Awards)
- 2001 Millor grup internacional (NRJ Music Awards)
- 2001 Concert Cabdal Award (Cabdal FM's London Awards)
- 2002 Best Irish Musician Caroline Corr (Irish Music Awards)
- 2002 Rory Gallagher Musician Award (Hot Press Music Award)
- 2002 Millor cançó pop per Breathless (BMI Pop Award)
- 2003 Best International Pop Act (Irish world Awards)
- 2004 Millor actuació irlandesa (Big Buzz Awards)
- 2005 Millor banda irlandesa (Big Buzz Irish Entertainment Awards)
- 2005 Esment Especial del jurat (Premis Ones)
- 2005 Membre de la *Excelentísima Orde de l'Imperi Britànic